# バンタン
株式会社バンタン（英: VANTAN Inc.）は、クリエイティブ分野に特化した専門教育を主体とする日本の企業。ドワンゴの子会社であり、KADOKAWAの連結子会社（孫会社）。

## 概要
デザイン系の教育施設「バンタンデザイン研究所」を母体に、フード・ゲーム・アニメ・マンガなど、幅広い分野のクリエイターの教育育成、芸術文化の発信や人材の育成を展開している。
学校法人格を取得していない通常の営利法人による私企業経営であり、専修学校や各種学校に該当しない、いわゆる無認可校である。理由として「学校法人の認可を申請するには、講師の半数以上を、教員資格を有する常勤講師で構成しなくてはなりません。しかしそれでは常に変化する業界の現状をふまえた教育を行うことができません。」としており、「現役のプロクリエイターからしか学べない授業」を最優先に考えている」という。そして、求人企業から発行された認可証を「バンタンの教育レベルが業界から認可されている証拠」として示している。。
バンタンの名前は、フランス語の20歳 「20 ans」「vingt ans」 （ヴァンタン）を語源とした造語である。

## 沿革
- 1965年 - 業界で働くプロに、業界に必要な知識や技術を提供する教育機関として菊池織部がバンタンデザイン研究所を東京・恵比寿に創設
- 1966年 - 年2回の業界向けトレンド提案型ファッションショーを開催
- 1969年 - 本館完成。業界人対象コースに加え、大学、短大卒業者を対象にしたバンタンキャリアスクール（現：バンタンデザイン研究所 キャリアカレッジ）開校
- 1971年 - 株式会社織部企画（後の株式会社バンタンコミュニケーションズ）設立
- 1972年 - 流行予測情報誌「トレンド」発刊
- 1973年 - 株式会社バンタンプロモーションセンターを設立
- 1980年 - 高校新卒者が入学可能な「現：バンタンデザイン研究所1〜3年制コース」を編成開始
- 1982年 - 株式会社タレントユニオン（後の株式会社バンタンメディアエンタテインメント）設立
- 1980年 - 「ファッションビジネス用語辞典」、「新フラットパターン技法書」発刊
- 1985年 - 株式会社バンタンインターナショナルを設立
- 1986年 - 企業教育部「バンタン総合研究所」を設立
- 1989年 - 株式会社バンタン総合研究所を設立
- 1991年 - バンタン電脳ゲーム学院（現：バンタンゲームアカデミー）を開校
- 1993年 - 株式会社バンタンインターナショナル内にソフトハウス「電脳工場」設立
- 1994年 - ファッションバトル「ブランドコンテスト」開催
- 1996年 - ヘアメイク学部を新設
- 1996年 - バンタン芸術学院開校
- 1998年 - バンタン製菓学院（現：レコールバンタン）、バンタンルソン・ド・シュルプリーズ（現：レコールバンタン・キャリアカレッジ）開校
- 1999年 -  株式会社バンタンメディアエンタテインメント内にアーティストマネジメント事業部設立
- 2000年 - バンタン映画映像学院（現：バンタンデザイン研究所映像デザイン学部）が開校
- 2000年 - 株式会社バンタンデザイン研究所を設立
- 2000年 - 株式会社バンタンコミュニケーションズ内にメディア戦略事業部、SP事業部を設立
- 2001年 - 恵比寿本校デザイナーズメゾン開設
- 2002年 - 組織再編成を行い社会人向け事業を統合、新規法人として株式会社バンタンを設立
- 2003年 - 恵比寿本校セッションタワー開設
- 2004年 - ヴィーナスアカデミー開校
- 2005年 - 大阪校 Cキューブ開校
- 2005年 - University of East Londonとの留学提携を開始
- 2005年 - 「NPO法人日本アグリデザイン評議会」発足
- 2006年 - 株式会社バンタンキャリアスクールが株式会社グローバルビジョンを吸収合併[6]
- 2006年 - 全学部によるコンテスト「VANTAN CUTTING EDGE」がスタート
- 2007年 - 特別進級クラス「X-SEED（エクシード）」が誕生
- 2007年 - バンタン電影アニメマンガ学院（現：バンタンゲームアカデミー）開校
- 2007年 - ゲーム開発レーベル「WASABI」を設立
- 2007年 - 小・中・高校生に向けた職業啓蒙の活動として「未来のしごと研究所」運営開始
- 2007年 - バンタンヘアスタイリングラボ開校
- 2007年 - 国家資格取得のための指定カリキュラムがスタート
- 2008年4月 - 株式会社バンタンフードクリエイション（後の株式会社バンタンフューチャークリエイション）が株式会社バンタンコミュニケーションズを吸収合併[7]
- 2008年 - パーソンズ大学との単位互換提携を開始
- 2008年 - 卒業生の独立事業展開を支援する「atelier X-SEED」開設
- 2008年9月 - 株式会社バンタンクリエイティブスクール（後の株式会社バンタンデザインマネジメント）が株式会社シンプルアイを吸収合併[8]
- 2009年4月 - 株式会社バンタンクリエイティブスクール（後の株式会社バンタンデザインマネジメント）が株式会社バンタンキャリアスクールを吸収合併[9]
- 2009年 - 業界未経験者からプロまでが参加できる1日完結型クリエイティブ講座「DAY STUDIO★100」を開催
- 2009年 - 渋谷区神南に「バンタンデザイン研究所渋谷校ディレクターズスタジオ」開設
- 2010年 - レコールバンタンハイスクール（現：レコールバンタン高等部）、ヴィーナスアカデミーハイスクール（現：ヴィーナスアカデミー高等部）を開校
- 2011年4月 - 株式会社バンタンホールディングス（現：株式会社バンタン）を設立
- 2011年 - ストリートバンタンTOKYO開校（現：バンタンデザイン研究所）、バンタンドットライブアカデミー（現：バンタンゲームアカデミー）、バンタンプロフェッショナルランゲージスクール開校
- 2011年11月 - ジャフコ系投資ファンドが資本参加[10]。
- 2012年4月 -  株式会社バンタンが、株式会社バンタンデザインマネジメント、株式会社バンタンフューチャークリエイション、株式会社バンタンコンテンツトラックス、株式会社バンタンプロモーションセンターを吸収合併[11]
- 2012年 - バンタンデザインハイスクール（現：バンタンデザイン研究所高等部）を開校
- 2013年4月 - 株式会社バンタンホールディングスが、株式会社バンタンと株式会社バンタンインターナショナルを吸収合併し、株式会社バンタンへ社名変更[12]
- 2013年 - 株式会社パルコと共同で、アジアの若手デザイナーを発掘・インキュベートするプロジェクト「Asia Fashion Collection」開始
- 2014年 - バンタン高等学院（東京・大阪）、バンタンスポーツアカデミー（東京）、バンタンゲームアカデミー（大阪校）、ヴィーナスアカデミー（大阪校）を開校
- 2014年12月 - 株式会社ドワンゴの完全子会社となる[1]
- 2016年 - 学校法人角川ドワンゴ学園 N高等学校の提携通学コースとしてバンタンプログラマーズ・ハイレベル・ハイスクール開校[13]
- 2016年 - 学校法人角川ドワンゴ学園 N高等学校との提携によりバンタン高等学院マイセレクトコースを開校。
- 2016年 - バンタンゲームアカデミーにおいて、通信制大学の星槎大学との教育提携により大学卒業資格も取得可能な「バンタンゲームアカデミー大学部」を新設[14]
- 2020年 - バンタンテックフォードアカデミー（東京）を開校[15]
- 2020年10月 - 無料のプログラミング教室「TECH LAB」を開校[16]
- 2021年 - バンタンクリエイターアカデミー（東京）、バンタンデザイン研究所（名古屋）・バンタンゲームアカデミー（名古屋）・バンタンテックフォードアカデミー（名古屋）を開校
- 2022年1月22日 - プロの現場による実践スクール事業としてハンバーガー店「GENKAI BURGER」をにレコールバンタン校舎（東京都目黒区上目黒）にオープン[17]
- 2022年 - バンタンクリエイターアカデミー（大阪）を開校
- 2022年7月21日 - プロの現場による実践スクール事業としてカフェ学部とパティシエ専攻のメンバーを中心に企画、運営を行う専門店「GENKAI CAFE」をオープン[18]
- 2023年4月 - バンタンテックフォードアカデミー（大阪）ヴィーナスアカデミー（名古屋）を開校[19]
- 2023年7月 - 株式会社KADOKAWAと株式会社ドワンゴの協力のもと、IT専門校「バンタンテックフォードアカデミー」の名称を変更し、「KADOKAWAドワンゴ情報工科学院」としてリニューアル[20]
- 2023年10月 - KADOKAWAドワンゴ情報工科学院 キャリアカレッジを開校
- 2024年4月1日 - 本社を東京都中央区にある歌舞伎座タワーに移転
- 2024年4月 - 株式会社KADOKAWAの協力のもと「KADOKAWAマンガアカデミー」（専門部・高等部・大学部）および「KADOKAWAアニメ・声優アカデミー」（専門部・高等部・大学部）を東京、大阪に開校[21]。
- 2024年4月 - バンタン渋谷美容学院大学部（東京）、KADOKAWAドワンゴ情報工科学院大学部（東京・大阪・名古屋・福岡）を開校[22]
- 2024年4月 - バンタンゲームアカデミー（専門部・高等部）、KADOKAWAドワンゴ情報工科学院（専門部・高等部）、ヴィーナスアカデミー（専門部・高等部）を福岡に開校[23]
- 2025年4月 - 「バンタン韓国語教室」を東京恵比寿に開校[24]
- 2025年4月 - バンタン芸術学院大学部（東京、大阪）、バンタンデザイン研究所ファッション・ヘアメイクカレッジ大学部（東京・大阪・名古屋）、バンタンゲームアカデミー大学部（東京・大阪・名古屋）、バンタン国際製菓カフェ和洋調理学院大学部（東京）、バンタン渋谷美容学院大学部（大阪・名古屋）、KADOKAWAアニメ・声優アカデミー大学部（名古屋）、KADOKAWAマンガアカデミー大学部（名古屋）を開校
- 2026年4月（予定） - 米ユニバーサル ミュージック グループの日本法人であるユニバーサル ミュージック合同会社と提携し、音楽専門校（大学部・専門部・高等部）「バンタンミュージックアカデミー POWERED BY ユニバーサル ミュージック」を東京、大阪に開校[25]
- 2026年4月（予定） - バンタンクリエイターアカデミー大学部を東京、大阪に開校。バンタンゲームアカデミー（大学部・専門部・高等部）、KADOKAWAドワンゴ情報工科学院（大学部・専門部・高等部）、ヴィーナスアカデミー（専門部・高等部）、バンタンデザイン研究所（専門部・高等部）を札幌に開校[26]

## スクール運営

### 専門部
18歳以上からの全日制専門スクール
- バンタンデザイン研究所 ファッション・ヘアメイクカレッジ（東京・大阪・名古屋）- ファッションとヘアメイク分野に特化した専門スクール。
- バンタンデザイン研究所 デザイン・映像カレッジ（東京・大阪・名古屋）- グラフィックデザイン、フォト、映像、スケートボード分野に特化した専門スクール。

- レコールバンタン（東京・大阪）- パティシエ（製菓）、ブランジェ（製パン）、カフェ、調理、フードコーディネート等“食”に特化した専門スクール。
- バンタンゲームアカデミー（東京・大阪・名古屋・福岡）- ゲーム、アニメ、イラスト、ノベル、eスポーツ等“コンテンツ”に特化した専門スクール。
- ヴィーナスアカデミー（東京・大阪・名古屋・福岡）- ネイル、エステ、ファッション、ヘアメイク、ブライダルの美容専門スクール。
- KADOKAWAドワンゴ情報工科学院 専門部（東京・大阪・名古屋・福岡） - IT・プログラミング専門スクール。
- バンタンクリエイターアカデミー（東京・大阪） - 次世代メディアの映像クリエイター等を育成する専門スクール。
- KADOKAWA アニメ・声優アカデミー（東京・大阪・名古屋） - KADOKAWAが協力する、デジタルに特化したCGアニメーター、声優、イラストレーターを育成する専門スクール。
- KADOKAWAマンガアカデミー（東京・大阪・名古屋） - KADOKAWAが協力する、デジタルに特化したマンガ家やデジタルイラストレーター、ノベル作家・シナリオライターを育成する専門スクール。
- バンタンミュージックアカデミー（東京・大阪） - ユニバーサル ミュージックが協力するデジタルを中心としたミュージシャン・ボーカル・サウンドクリエイター等を育成する専門スクール

### 高等部
クリエイティブ分野に特化した高等教育スクール。下記は、いずれも通信制高校学校法人角川ドワンゴ学園S高等学校との提携により高校卒業資格の取得が可能。
- バンタンデザイン研究所高等部（東京・大阪・名古屋） - ファッション、美容師、ヘアメイク、スポーツデザイン分野の高等教育スクール。
- レコールバンタン高等部（東京・大阪）- パティシエ（製菓）、調理、カフェバリスタ分野の高等教育スクール。
- ヴィーナスアカデミー高等部（東京・大阪・名古屋・福岡） - ファッション・ヘアメイク・ネイル・エステティック・モデル・インフルエンサー分野の高等教育スクール。
- バンタンゲームアカデミー高等部（東京・大阪・名古屋・福岡） - ゲーム、eスポーツ、アニメ・CG、キャラクターデザイン、声優の分野の高等教育スクール。
- KADOKAWAドワンゴ情報工科学院 高等部（東京・大阪・名古屋・福岡） - IT・プログラミング専門の高等教育スクール。
- バンタンクリエイターアカデミー高等部（東京・大阪） - 映像クリエイター・マネージャーを育成する高等教育スクール。
- KADOKAWA アニメ・声優アカデミー高等部（東京・大阪・名古屋） - KADOKAWAが協力する、デジタルに特化したCGアニメーター、声優、VTuber、イラストレーター、ノベル作家を育成する専門スクール。
- KADOKAWA マンガアカデミー高等部（東京・大阪・名古屋） - KADOKAWAが協力する、縦スクロールマンガといったデジタルに特化したマンガ家やイラストレーターを育成する専門スクール。
- バンタンミュージックアカデミー 高等部（東京・大阪） - ユニバーサル ミュージックが協力するデジタルを中心としたミュージシャン・ボーカル・サウンドクリエイター等を育成する専門スクール

### 大学部
ZEN大学、星槎大学 通信過程、京都芸術大学 通信教育部、産業能率大学 通信教育過程との連携により大卒資格も取れる専門スクール
- バンタンゲームアカデミー大学部（東京・大阪・名古屋） - ゲームプログラマー・3CDGデザイナー・イラストレーターを目指す専門スクール
- KADOKAWA アニメ・声優アカデミー大学部（東京・大阪・名古屋） - KADOKAWAが協力する、CGアニメーター・声優・イラストレーターを育成する専門スクール。
- KADOKAWA マンガアカデミー大学部（東京・大阪・名古屋） -  KADOKAWAが協力する、マンガ家・イラストレーター・編集者を育成する専門スクール。
- KADOKAWAドワンゴ情報工科学院 大学部（東京・大阪・名古屋） - IT業界の「最新」のスキルや知識を学ぶ専門スクール。
- バンタン渋谷美容学院大学部（東京・大阪・名古屋） - ヘアメイク・エステ・ネイル・ファッション・ウエディング業界を目指す専門スクール。
- バンタン芸術学院大学部（東京・大阪） - アート・グラフィック・映像・Web等アーティストの創造力とクリエイティブな技術を学べる専門スクール。
- バンタンデザイン研究所ファッション・ヘアメイクカレッジ大学部（東京・大阪・名古屋） - ファッション・ヘアメイク・美容師の専門技術を実践的に学べる専門スクール。
- バンタン国際製菓カフェ和洋調理学院大学部（東京）
- バンタンミュージックアカデミー大学部（東京・大阪） - ユニバーサル ミュージックが協力するデジタルを中心としたミュージシャン・ボーカル・サウンドクリエイター等を育成する専門スクール
- バンタンクリエイターアカデミー大学部（東京・大阪） - YouTuber・VTuber・動画編集・マネージャー・ボカロ・歌い手・広告プランナー等を育成する専門スクール

### キャリアスクール
社会人・大学生の方向けのスクール
- バンタンデザイン研究所 キャリアカレッジ（東京・大阪）- 週末・夜間を利用して働きながら学べる、ファッション、ヘアメイク、グラフィックデザイン、映像分野を中心とした社会人向けクリエイティブスクール。
- レコールバンタンキャリアカレッジ（東京・大阪） - 週末・夜間を利用して働きながら学べる、パティシエ（製菓）、ブランジェ（製パン）、調理、カフェ、飲食店開業等、“食”に特化した専門スクール。
- バンタンゲームアカデミー キャリアカレッジ（東京・大阪）- 週末・夜間を利用して働きながら学べる、ゲームプログラマー、3CDGデザイナー、イラストレーターを目指す専門スクール。
- ヴィーナスアカデミー キャリアカレッジ（東京）- 週末・夜間を利用して働きながら学べる、エステ、ネイル、ヘアメイクに特化した専門スクール。

- KADOKAWAドワンゴ情報工科学院 キャリアカレッジ（東京・大阪）- 週末・夜間を利用して働きながら学べる、プログラマー、ホワイトハッカーを目指す専門スクール。
- バンタンクリエイターアカデミー キャリアカレッジ（東京・大阪）- 週末・夜間を利用して働きながら学べる、動画クリエイター・VTuberを目指す専門スクール。

- KADOKAWAアニメ・声優アカデミー キャリアカレッジ（東京）- 週末・夜間を利用して働きながら学べる、CGアニメーター・フィギュアクリエイターを目指す専門スクール。
- KADOKAWAマンガアカデミー キャリアカレッジ（東京・大阪）- 週末・夜間を利用して働きながら学べる、マンガ家・イラストレーター・ノベル作家を目指す専門スクール。
- バンタンインターナショナルプログラム（東京） - 世界基準のカリキュラムを提供し、海外のデザインスクールや大学への留学も可能な特別支援プログラム。パーソンズ大学と単位互換認定校。
- バンタン韓国語教室（東京）- 講師が全員韓国人の韓国語教室

## 過去のグループ企業
- 株式会社バンタンメディアエンタテインメント（株式会社タレントユニオン）
- 株式会社バンタンデザインマネジメント（株式会社バンタンデザイン研究所、株式会社バンタンクリエイティブスクール） - 「バンタンデザイン研究所」「バンタンハイスクール」の運営。
- 株式会社バンタンキャリアスクール（株式会社バンタン総合研究所） - 「バンタンキャリアスクール」の運営と通信教育[27]。
- 株式会社グローバルビジョン - ラグジュアリーディスパ「キアラ」の運営[28]
- 株式会社シンプルアイ - オーガニックヘアサロン「シンプルアイ」[29]、料理教室「フードマエストロ クッキングスクール」、ダンス教室「クラブモニカ ダンス&ビューティ」、ワインの学校「レコール・デュ・ヴァン」の運営[27]
- 株式会社バンタンフューチャークリエイション（株式会社バンタンフードクリエイション） - 「レコールバンタン」の運営[27]。
- 株式会社バンタンコミュニケーションズ（株式会社織部企画） - 「ヴィーナスアカデミー」の運営[27]。
- 株式会社バンタンコンテンツトラックス - 「バンタンゲームアカデミー」の運営[30][27]。
- 株式会社バンタンプロモーションセンター
- 株式会社バンタンインターナショナル - ゲーム制作[31]。「バンタンインターナショナルプログラム」の運営。